# Hemictenius gracilipes
Hemictenius gracilipes är en skalbaggsart som beskrevs av Semenov 1891. Hemictenius gracilipes ingår i släktet Hemictenius och familjen Melolonthidae. Inga underarter finns listade i Catalogue of Life.